# Gomantak Times
Gomantak Times is een dagblad, uitgegeven in Panjim in de Indiase deelstaat Goa. De krant is eigendom van de Sakaal Media Group, die ook onder meer de Sakàl Times en de Marathi-krant Sakal uitgeeft.